# 天主教聖羅莎教區 (阿根廷)
天主教聖羅莎教區（拉丁語：Dioecesis Sanctae Rosae in Argentina）是阿根廷一個羅馬天主教教區，屬布蘭卡港總教區。
教區成立於1957年2月11日，位於拉潘帕省。2010年有教友169,000人（佔轄區總人口49.5%）、廿六個堂區、卅九名司鐸。現任教區主教為洛夫·馬爾廷，輔理主教為類斯·達里奧·馬爾廷。